# Lensk (Kraj Permski)
Lensk (ros. Ленск) – wieś (sieło) w Rosji, w Kraju Permskim, w rejonie kungurskim. W 2010 liczyła 1163 mieszkańców.